# トレイ・キャベッジ
- トレイ・キャベジ[1]
- トレイ・キャベージ[2]

トレイ・アーロン・キャベッジ（Trey Aaron Cabbage、1997年5月3日 - ）は、 アメリカ合衆国テネシー州グレンジャー郡ラトリッジ出身のプロ野球選手（外野手、内野手）。右投左打。読売ジャイアンツ所属。

## 経歴

### プロ入り前
グレインジャー高校に進学し、野球部とバスケットボール部に所属。卒業後はテネシー大学に進学予定だったがプロ入りを果たした。

### プロ入りとツインズ傘下時代
2015年のMLBドラフト4巡目（全体110位）でミネソタ・ツインズから指名され、プロ入り。契約後は傘下のルーキー級フロリダ・コンプレックス・リーグ・ツインズでプロデビュー。33試合に出場して打率.252、13打点を記録した。
2016年はルーキー級エリザベストン・ツインズでプレーし、31試合で打率.204、2本塁打、8打点を記録した。
2017年はルーキー級エリザベストン・ツインズ、A級シダーラピッズ・カーネルズの2球団でプレーし、2球団合計で60試合に出場して打率.227、4本塁打、23打点を記録した。
2018年はルーキー級シダーラピッズ・カーネルズで99試合に出場し、打率.244、8本塁打、45打点を記録した。
2019年は99試合に出場し、打率.239、15本塁打、53打点を記録した。
2020年はCOVID-19の影響でマイナーリーグのシーズンが中止となり、公式戦の出場は無かった。
2021年はルーキー級シダーラピッズ・カーネルズでスタートし、7月にAAのウィチタ・ウィンドサージに昇格。108試合に出場し、打率.264、27本塁打、82打点を記録。11月7日、シーズン終了後にマイナーリーグFAとなった。

### エンゼルス時代
2021年11月28日、ロサンゼルス・エンゼルスとマイナー契約を結んだ。
2022年、ロケットシティ・トラッシュパンダズで30試合に出場し、打率.327、10本塁打、32打点、10盗塁を記録した。この活躍でリーグの4月の月間最優秀選手に選出された。5月25日、左前腕の故障に伴い3か月から4か月の欠場が発表された。シーズン終了後にマイナーリーグFAとなった。
2023年はシーズンの開幕戦でAAA級ソルトレイク・ビーズに配属され、81試合で、打率.287、23本塁打、64打点、24盗塁を残し、7月14日にメジャー契約を結び、アクティブ・ロースター入りした。最終的にメジャーでは22試合に出場し、打率.208、1本塁打、7打点を記録。
2024年1月27日にマット・ムーアの加入によってDFAとなった。

### アストロズ時代
2024年1月31日、カルロス・エスピノーサとのトレードでヒューストン・アストロズに移籍した。11月4日にDFAとなり、ウェイバー公示を経てピッツバーグ・パイレーツに移籍した。

### 巨人時代
2024年12月18日に読売ジャイアンツと契約合意したことが発表された。背番号は13。推定年俸は2億円。
2025年シーズンはオープン戦では14試合に出場して打率.214、本塁打なしであったが、開幕を一軍で迎えた。3月28日の東京ヤクルトスワローズとの開幕戦に「2番・右翼手」で先発出場し、第1打席で相手先発の奥川恭伸からNPB初安打となる二塁打を放ち、第3打席でも二塁打を放った。また、第4打席には、山本大貴からNPB初本塁打となる2点本塁打を放ち、猛打賞を記録した。翌29日のヤクルト戦も「2番・右翼手」で先発し、第3打席に金久保優斗から3点本塁打を放ち、球団の外国人選手では史上初となる開幕から2試合連続本塁打を記録した。5月10日のヤクルト戦では、ジャイアンツ93代目の4番打者として先発出場した。5月28日、広島東洋カープ戦の初回にNPBで通算11万号となるソロ本塁打を放った。負傷離脱の岡本和真不在の打線で4番を任される長打力を期待されるも、6月以降は打率が急降下しスタメン落ちが続いた。球宴後は成績が向上しクリーンナップにつくようになった。

## 詳細情報

### 年度別打撃成績
| 年 度    | 球 団    | 試 合 | 打 席 | 打 数 | 得 点 | 安 打 | 二 塁 打 | 三 塁 打 | 本 塁 打 | 塁 打 | 打 点 | 盗 塁 | 盗 塁 死 | 犠 打 | 犠 飛 | 四 球 | 敬 遠 | 死 球 | 三 振 | 併 殺 打 | 打 率 | 出 塁 率 | 長 打 率 | O P S |
| -------- | -------- | ----- | ----- | ----- | ----- | ----- | -------- | -------- | -------- | ----- | ----- | ----- | -------- | ----- | ----- | ----- | ----- | ----- | ----- | -------- | ----- | -------- | -------- | ----- |
| 2023     | LAA      | 22    | 55    | 53    | 5     | 11    | 3        | 0        | 1        | 17    | 7     | 1     | 1        | 0     | 1     | 2     | 0     | 0     | 26    | 1        | .208  | .232     | .321     | .553  |
| 2024     | HOU      | 45    | 91    | 86    | 12    | 18    | 8        | 0        | 1        | 29    | 8     | 1     | 1        | 0     | 0     | 4     | 0     | 1     | 34    | 1        | .209  | .253     | .337     | .590  |
| MLB：2年 | MLB：2年 | 67    | 146   | 139   | 17    | 29    | 11       | 0        | 2        | 46    | 15    | 2     | 2        | 0     | 1     | 6     | 0     | 1     | 60    | 2        | .209  | .245     | .331     | .576  |

- 2024年度シーズン終了時

### 年度別守備成績
内野守備
| 年 度 | 球 団 | 一塁（1B） | 一塁（1B） | 一塁（1B） | 一塁（1B） | 一塁（1B） | 一塁（1B） |
| 年 度 | 球 団 | 試 合      | 刺 殺      | 補 殺      | 失 策      | 併 殺      | 守 備 率   |
| ----- | ----- | ---------- | ---------- | ---------- | ---------- | ---------- | ---------- |
| 2023  | LAA   | 9          | 53         | 6          | 1          | 6          | .983       |
| 通算  | 通算  | 9          | 53         | 6          | 1          | 6          | .983       |

外野守備
| 年 度 | 球 団 | 左翼（LF） | 左翼（LF） | 左翼（LF） | 左翼（LF） | 左翼（LF） | 左翼（LF） | 中堅（CF） | 中堅（CF） | 中堅（CF） | 中堅（CF） | 中堅（CF） | 中堅（CF） | 右翼（RF） | 右翼（RF） | 右翼（RF） | 右翼（RF） | 右翼（RF） | 右翼（RF） |
| 年 度 | 球 団 | 試 合      | 刺 殺      | 補 殺      | 失 策      | 併 殺      | 守 備 率   | 試 合      | 刺 殺      | 補 殺      | 失 策      | 併 殺      | 守 備 率   | 試 合      | 刺 殺      | 補 殺      | 失 策      | 併 殺      | 守 備 率   |
| ----- | ----- | ---------- | ---------- | ---------- | ---------- | ---------- | ---------- | ---------- | ---------- | ---------- | ---------- | ---------- | ---------- | ---------- | ---------- | ---------- | ---------- | ---------- | ---------- |
| 2023  | LAA   | 3          | 0          | 0          | 0          | 0          | ----       | 2          | 3          | 0          | 0          | 0          | 1.000      | 6          | 11         | 0          | 0          | 0          | 1.000      |
| 2024  | HOU   | 11         | 7          | 1          | 0          | 0          | 1.000      | -          | -          | -          | -          | -          | -          | 28         | 24         | 0          | 0          | 0          | 1.000      |
| 通算  | 通算  | 14         | 7          | 1          | 0          | 0          | 1.000      | 2          | 3          | 0          | 0          | 0          | 1.000      | 34         | 35         | 0          | 0          | 0          | 1.000      |

- 2024年度シーズン終了時

### 記録

#### NPB
初記録
- 初出場・初先発出場：2025年3月28日、対東京ヤクルトスワローズ1回戦（東京ドーム）、「2番・右翼手」で先発出場[12]
- 初打席・初安打：同上、1回裏に奥川恭伸から右越二塁打[12]
- 初本塁打・初打点：同上、8回裏に山本大貴から右越2ラン[13]
- 初盗塁：2025年4月2日、対中日ドラゴンズ2回戦（バンテリンドームナゴヤ）、6回表に二盗（投手：柳裕也、捕手：石伊雄太）[14]

その他の記録
- NPB通算110000本塁打：2025年5月28日、対広島東洋カープ11回戦（石川県立野球場）、1回裏に大瀬良大地から右越ソロ[15]

### 背番号
- 25（2023年）
- 38（2024年）
- 13（2025年[7] - ）